# Sparomex
Sparomex este o companie producătoare de explozibili și hidrogel din orașul Victoria, România.
Compania deține o instalație de tip ANFO, care produce explozibili pe bază de azotat de amoniu și motorină.
Sparomex a fost înființată în anul 2005, iar acționarii sunt Pirochim Victoria cu 20% din acțiuni, și un investitor spaniol cu 80% din acțiuni.